# Arcipelago di Lissa
L'arcipelago di Lissa è formato dall'isola di Lissa con le piccole Busi (Biševo), Sant'Andrea (Svetac) ed altri piccoli isolotti e scogli, e fa parte del gruppo delle isole dalmatine centrali (Srednjodalmatinski). Si trova nel mare Adriatico e appartiene alla Croazia. Amministrativamente le isole appartengono ai comuni di Lissa e Comisa nella regione spalatino-dalmata.

## Le isole
- Lissa (Vis), l'isola maggiore che dà il nome all'arcipelago.

Gli isolotti e scogli adiacenti alla sua parte orientale appartengono tutti al comune di Lissa:
- San Giorgio (Host), piccolo isolotto disabitato all'ingresso della baia di Porto S. Giorgio (Viška Luka) dove si trova la città di Lissa.
- scoglio Vacca[4][5][6] o secca Fermentur[7] (hrid Krava), situato a est all'uscita di Porto San Giorgio, a circa 400 m[8] dalla costa, ha un piccolo faro[9]; lo scoglio ha un'area di 1006 m²[3] 43°04′40″N 16°13′08″E.
- hrid Rogačić, piccolo scoglio accanto a punta Carober[6][10] che chiude a nord l'omonima valle (uvala Rogačić) chiamata Porto Carober[6][11]; ha un'area di 3935 m²[3] 43°04′44″N 16°11′14″E.
- scogli Vitelli[4][6][12][13], situati a nord di Porto Carober, l'insenatura a ovest di Porto San Giorgio[11]. Gli scogli sono chiamati anche secca Vol[7] (Volić Veli) che ha un'area di 1806 m²[3] e un segnale luminoso[14] (43°05′09″N 16°11′36″E); e secca Carober[7] (Volić Mali) che ha un'area di 627 m²[3] 43°05′03″N 16°11′28″E.
- scoglio Ploriza[6] o secca Ploaza[7] (hrid Pločica), scoglio tra le due insenature Smocova grande e piccola[7] (uvala Vela e Mala Smokova), a nord-est di Lissa e 900 m[8] a sud-est di punta Promontore[15][16] (rt Stončica) dove c'è un faro[17]. Lo scoglio ha un'area di 2759 m²[3] 43°03′56″N 16°15′35″E.
- Pettine (Greben), scoglio Puppa (hrid Pupak) e secca Sica (hrid Zuberka), paralleli alla costa orientale.
- isolotti Lingua (Veli e Mali Paržanj) e scoglio Cambar (hrid Gambur), a est di Lissa.
- scoglio Plocizza[18] o secca Plociza[7] (hrid Pločica), scoglio lungo e stretto con un'area di 2573 m²[3], situato 640 m[8] circa a ovest di Zenca e a 300 m[8] dalla costa di Lissa 43°02′24″N 16°14′33″E.
- scogli Budinaz (Veli e Mali Budikovac) e scoglio Zanac (hrid Sanak), a sud est di Lissa, tra Lingua e Piano.
- Piano (Ravnik), isolotto dalla forma irregolare a sud-est di Lissa, di fronte a Porto Mànego (luka Rukavac).

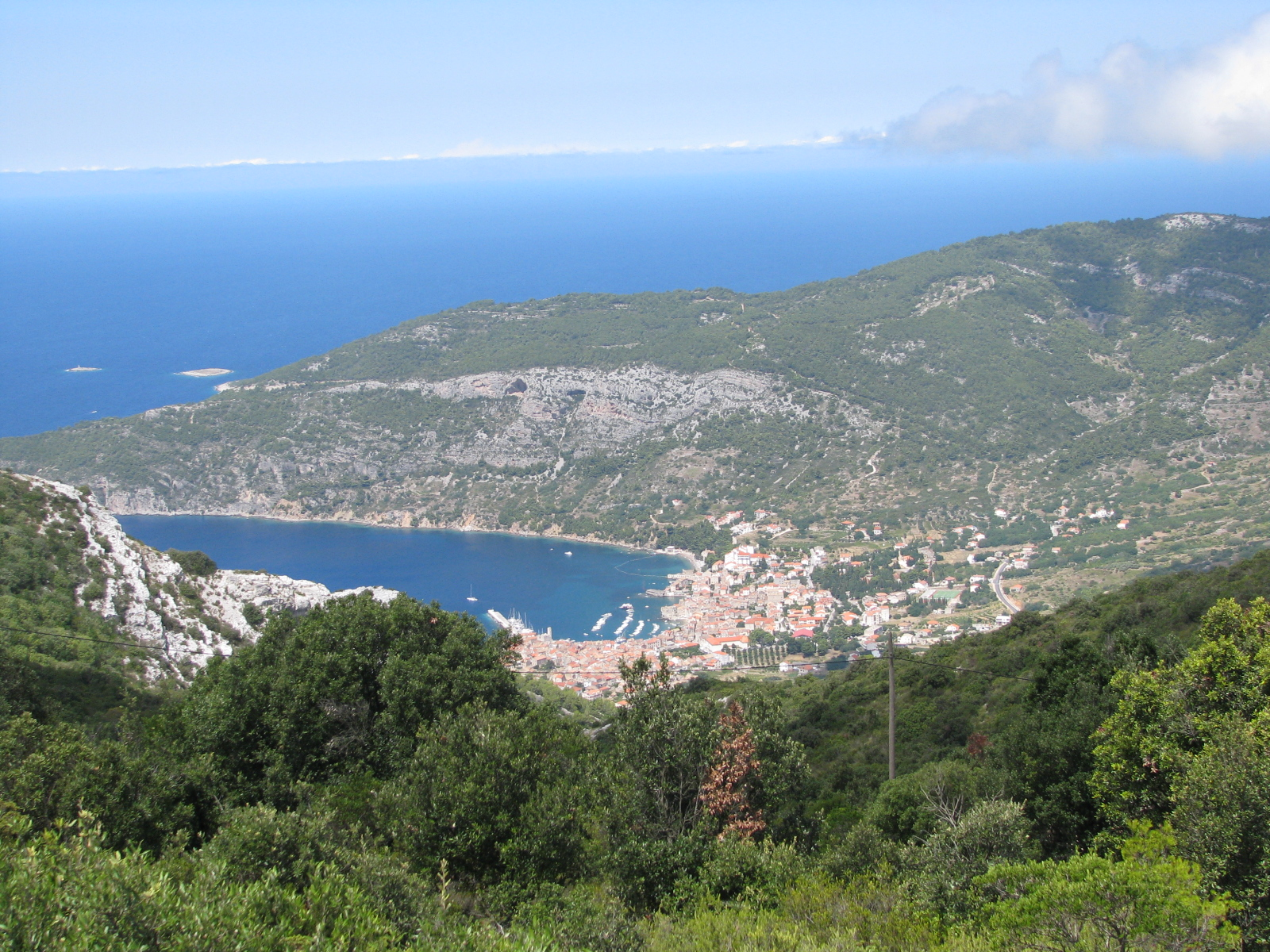
Il porto di Comisa: si intravedono oltre punta Bargiane gli scogli Bariaski

Gli scogli adiacenti alla sua parte occidentale e le isole ad ovest appartengono al comune di Comisa:
- scogli Bargiane (Veli e Mali Barjak) , due piccoli scogli a punta Bargiane[16], Bandiera[16] o Bariaskirad[19] (rt Barjak o Barjaci), l'estremità nord-ovest di Lissa.
- scoglio Sasso[7][20] (hrid Kamik), a nord-est, alla distanza di 1 km, vicino alla costa di Lissa, chiude a nord la piccola valle Zakamica; ha un'area di 4048 m²[3] e una costa lunga 272 m[3] 43°03′35″N 16°03′28.69″E.
- scoglio Kancich[7] (hrid Kamik), a ovest di porto Chiave[20] (rt Oključna), a soli 50 m[8] dalla costa settentrionale di Lissa, ha una superficie di 2073 m²[3] 43°04′42″N 16°06′59″E.
- Busi (Biševo), a sud-ovest di Lissa, a 5 km.
- Sant'Andrea in Pelago (Svetac), situata a 14 M dal porto di Comisa.
  - Meliselo (Brusnik), isolotto a 2 M a sud-est di Sant'Andrea.
- Isolotto Pomo (Jabuka), a sud-est di Sant'Andrea a circa 21 M[21].
- Isole di Pelagosa (Vela e Mala Palagruža), a 68 M da Spalato e a 53 km dalla costa Italiana (Gargano).
  - Sasso di Tramontana (Kamik od Tramuntane), Sasso d'Ostro (Kamik od Oštra), Sasso Braghe (hrid Gaće), Secca Nina (hrid Baba).[22]
  - Cajola (Galijula), scoglio a est di Pelagosa, a 3 M.

### Cartografia
- (HR) Mappa topografica della Croazia 1:25000, su preglednik.arkod.hr. URL consultato il 14 gennaio 2017.
- G. Giani, Carta prospettiva delle Comuni censuarie della Dalmazia, foglio 8, 1839. Fondo Miscellanea cartografica catastale, Archivio di Stato di Trieste.
- Carta di cabottaggio del mare Adriatico, foglio IX, Milano, Istituto geografico militare, 1822-1824. URL consultato il 18 marzo 2017 (archiviato dall'url originale il 13 aprile 2013).